# Johannes Kielstra

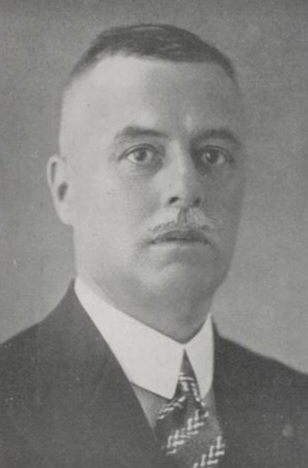
Johannes Kielstra (1942)

Kielstra in der Uniform als Gouverneur

Johannes Coenraad Kielstra (* 13. November 1878 in Zwartsluis, Provinz Overijssel; † 1. April 1951 in Monaco) war ein niederländischer Hochschullehrer, Kolonialbeamter und Diplomat, der unter anderem zwischen 1933 und 1944 Gouverneur von Niederländisch-Guayana (Suriname) sowie von 1944 bis 1948 Gesandter in Mexiko und Guatemala war.

## Leben
Johannes Coenraad Kielstra, Sohn eines mennonitischen Pfarrers, begann nach dem Besuch des Gymnasiums in Middelburg 1896 ein Studium der Rechtswissenschaften an der Universität Leiden und schloss dort 1901 seine Promotion zum Doktor der Rechte ab. Im Anschluss war er als Kolonialbeamter in Niederländisch-Indien tätig und verbrachte zwischen 1915 und 1918 einen Urlaub in den Niederlanden, woraufhin er am 1. September 1918 im Auftrag des Fonds für indologische Studien eine Professur für koloniales Verfassungs- und Strafrecht, indische Agrarökonomie und indisches Agrarrecht an der neu gegründeten Staatlichen Landwirtschaftlichen Universität Wageningen und lehrte an dieser bis 16. August 1933. Während dieser Zeit fungierte er zwischen 1922 und 1933 als Rektor der Staatlichen Landwirtschaftlichen Universität Wageningen und lehrte zudem vom 15. September 1925 bis 16. August 1933 als außerordentlicher Professor für Tropenökonomie an der Universität Utrecht.
Im Juli 1933 lehnte Kielstra das Amt des Kolonialministers im Kabinett Colijn II ab, woraufhin Ministerpräsident der Niederlande Hendrikus Colijn den Posten selbst übernahm. Kielstras kolonialen Ansichten ähnelten stark denen von Colijn, der ihn am 16. August 1933 zum Gouverneur von Niederländisch-Guayana (Suriname) ernannte. Er übernahm dieses Amt als Nachfolger von Bram Rutgers nach einer kommissarischen Amtsführung von Franciscus Laurentius Josephus van Haaren. Er war Befürworter einer starken Kolonialregierung, die eher autoritär agierte, und lehnte die bestehende Assimilationspolitik ab. Stattdessen förderte er die Bildung von Dorfgemeinschaften von Hindustanen und Javanern, die eine kleinbäuerliche Landwirtschaft entwickeln sollten. Außerdem nutzte man das neue Staatssystem zum Vorteil dieser Bevölkerungsgruppen und entfremdete die sich aus Ndyuka und Saramaccaner zusammensetzenden Kreolen. Während des Zweiten Weltkrieges verlor er letztlich das Vertrauen des Kolonialparlaments (Koloniale Staten van Suriname) und wurde Ende 1943 ehrenhaft entlassen. Neuer Gouverneur wurde daraufhin am 3. Januar 1944 Johannes Cornelis Brons, der zuvor vom 16. August 1935 bis zum 12. April 1936 sowie zwischen September 1938 und Januar 1939 bei Ortsabwesenheiten von Kielstra bereits als kommissarischer Gouverneur amtierte. 
Nach Beendigung seiner Tätigkeit als Gouverneur war Kielstra von Januar 1944 bis 1948 außerordentlicher Gesandter und bevollmächtigter Minister in Mexiko und war mit Amtssitz in Mexiko-Stadt auch in Guatemala akkreditiert. Für seine Verdienste wurde er Ritter des Ordens vom Niederländischen Löwen, Kommandeur des Ordens von Oranien-Nassau sowie Kommandeur der französischen Ehrenlegion.

## Veröffentlichungen
- Proeve eener inleiding tot de koloniale staathuishoudkunde („Versuch einer Einführung in die koloniale politische Ökonomie“), 1908/1909
- De suikerindustrie op Java en hare behoefte aan grond („Die Zuckerindustrie auf Java und ihr Bedarf an Land“), 1919
- Omvormingen in de inlandsche samenleving van Nederlandsch Oost-Indië („Transformationen in der indigenen Gesellschaft Niederländisch-Indiens“), 1923
- Wirtschaftliche und soziale Probleme in Niederländisch-Westindien, 1925
- Taak en toekomst van het Nederlandsch gezag in Oost-Indië („Aufgabe und Zukunft der niederländischen Herrschaft in Ostindien“), 1927
- Het koloniale vraagstuk van dezen tijd („Die Kolonialfrage unserer Zeit“), 1928
- Verschuiving van koopkracht („Verschiebung der Kaufkraft“), 1936

## Hintergrundliteratur
- Hans Ramsoedh: Suriname 1933–1944. Koloniale politiek en beleid onder gouverneur Kielstra („Suriname 1933–1944. Kolonialpolitik und -politik unter Gouverneur Kielstra“), Dissertation, Eburon, Delft 1990